# Sablonceaux
Sablonceaux is een gemeente in het Franse departement Charente-Maritime (regio Nouvelle-Aquitaine). De plaats maakt deel uit van het arrondissement Saintes. Sablonceaux telde op 1 januari 2022 1.413 inwoners.

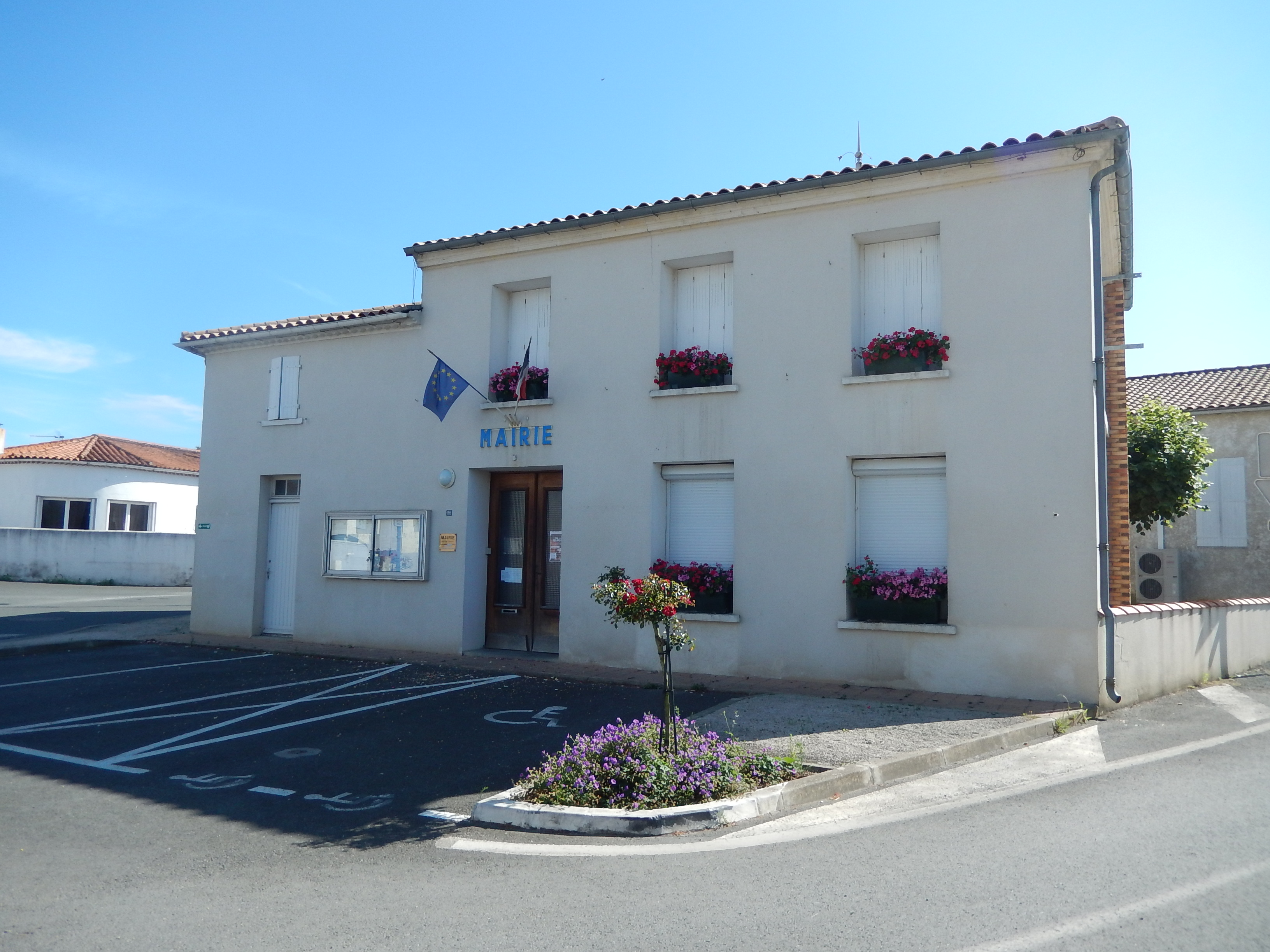
Gemeentehuis
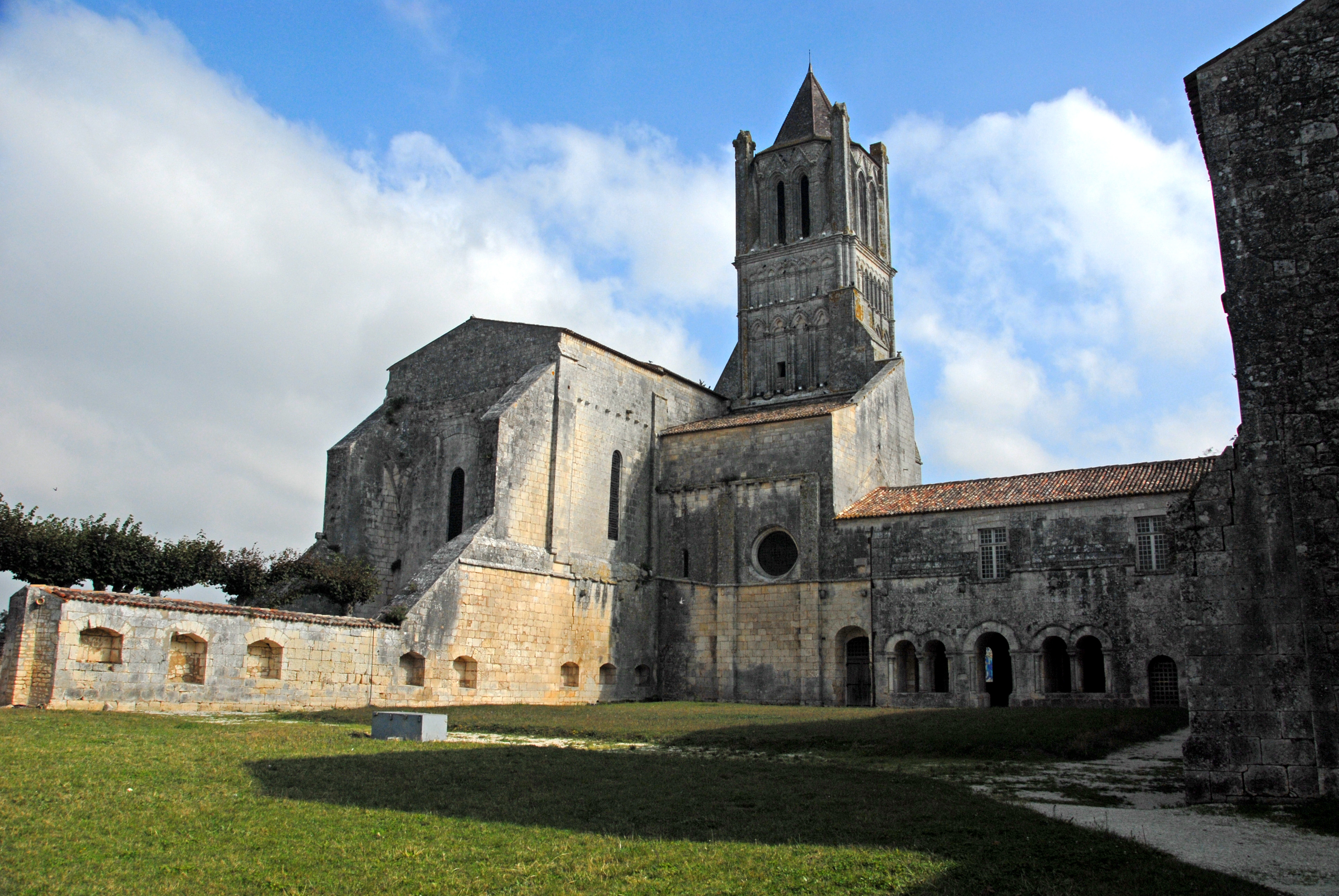
Abdij van Sablonceaux

## Geografie
De oppervlakte van Sablonceaux bedroeg op 1 januari 2022 22,09 vierkante kilometer; de bevolkingsdichtheid was toen 64 inwoners per km².
De onderstaande kaart toont de ligging van Sablonceaux met de belangrijkste infrastructuur en aangrenzende gemeenten.

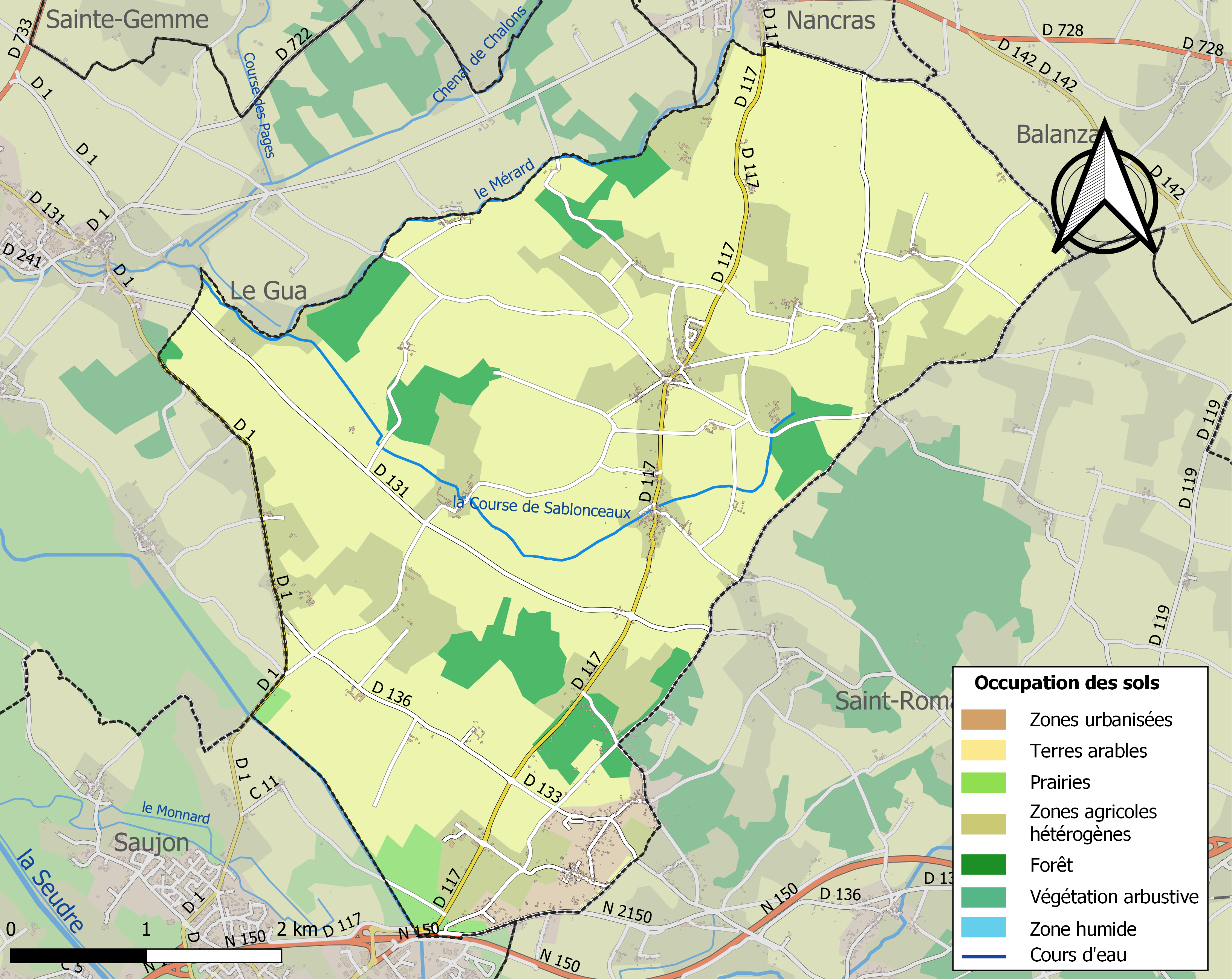

## Demografie
Onderstaande figuur toont het verloop van het inwonertal (bron: INSEE-tellingen).